# Фирстов, Анатолий Петрович
Анатолий Петрович Фирстов (род. 23 мая 1951, Нижний Тагил) — советский и российский театральный актёр, режиссёр, народный артист Российской Федерации (2022).

## Биография
Родился Анатолий Фирстов в 1951 году в городе Нижнем Тагиле Свердловской области. В 1975 году завершил обучение в Горьковском театральном училище.
С 1975 по 1976 годы работал в Кирове артистом Кировского театра юного зрителя. С 1978 по 1979 годы трудился артистом Львовского театра Советской армии. 
С 1976 по 1978 годы. а затем с 1979 года и по настоящее время работает артистом Нижегородского государственного академического театра драмы им. М. Горького. За время своей артистической деятельности играл роли в пьесах русского и зарубежного классического репертуара, современных авторов.
Проживает в Нижнем Новгороде.

## Награды
- Народный артист Российской Федерации (1 апреля 2022)
- Заслуженный артист Российской Федерации (6 июля 1994) — за заслуги в области театрального искусства
- Орден Дружбы (8 августа 2012)
- Лауреат премии города Нижнего Новгорода (2018)
- Лауреат премии им. Н. И. Собольщикова-Самарина Нижегородского отделения Союза театральных деятелей Российской Федерации (2014)
- Лауреат премии II-го фестиваля-конкурса им. Е. А. Евстигнеева (номинация "Комический талант")
- Лауреат XIV Международного фестиваля «Славянские театральные встречи» в номинации «Лучшая роль второго плана» (Брянск, 2006)
- Лауреат Премии имени Н.Х.Рыбакова "АКТЁР РОССИИ" (Тамбов, 2010)
- Знак Министерства культуры РФ «За вклад в российскую культуру» (2021)

## Фильмография
Анатолий Фирстов исполнил несколько ролей в кино:
- 1982 — Красные колокола. Фильм 1. Мексика в огне — Невский, соратник Ленина
- 1983 — Торпедоносцы — эпизод.
- 1988 — Жизнь Клима Самгина — эпизод.
- 1988 — Хлеб — имя существительное — деревенский житель.
- 2014 — Солнечный удар — господин делового вида.
- 2015 — Метод — Ляшенко.

## Работы в театре
- Петенька — «Иудушка Головлев», М. Е. Салтыков-Щедрин;
- Малахов — «Остановите Малахова», Г. Аграновский;
- Пётр — «Последние», М.Горький;
- Бальзаминов — «Похождения Бальзаминова», А. Н. Островский;
- Керчь — «Гибель эскадры», А. Корнейчук;
- Транио — «Укрощение строптивой», В. Шекспир;
- Гольцов — «Шутники», А. Н. Островский;
- Драгун — «Порог», А. Дударев;
- Дени Дилачи — «Дело по обвинению», И. Хантер;
- Брат Верность — «Кабала святош», М.Булгаков;
- Захария Муарон — «Кабала святош», М. Булгаков;
- Женька Тулупов — «Три мешка сорной пшеницы», В. Тендряков;
- Труба — «День Победы среди войны», И.Гаручава;
- Антонио — «Цилиндр», Э. де Филиппо;
- Санька — «Брат мой», В. Шукшин;
- Василий — «Квадратура круга», В. Катаев;
- Поэт — «Смотрите, кто пришел», В. Арро;
- Пиромов — «Круглый стол под абажуром», В. Арро;
- Фунтиков — «Модели сезона», Г. Рябкин;
- Сыщик — «Событие», В. Набоков;
- Пилло — «Милый, сколько яду положить тебе в кофе?», А. Николаи;
- Колька — «Выборы 50-го года», В. Липатов;
- Дюпре — «Преследование и убийство Марата», П. Вайс;
- Шостакович — «Уроки мастера», Д. Поунэлл;
- Лихт — «Разбитый кувшин», Г. Клейст;
- Сыщик — «Медовый месяц комиссара полиции», Р. Тома;
- Петух — «Кошкин дом», С. Маршак;
- Джордж — «В будущем году, в то же время», Б. Слейд;
- Маркиз Форлипополли — «О, Мирандолина!», К. Гольдони;
- Решето — «Любовь — книга золотая», А. Толстой;
- Хеверн — «Зыковы», М. Горький;
- Хэмфри Дэртон — «Загнанная лошадь», Ф. Саган;
- Гончаров — «Как долго тебя не было», К. Симонов;
- Малачи Стэк — «Хелло, Долли!», Т. Уайльдер;
- Мистер Отис — «Кентервильское привидение», О. Уайльд;
- Муций — «Калигула», А. Камю;
- Старик — «Сказки Пушкина»;
- Счастливцев — «Лес», А. Н. Островский;
- Флавий — «Квадратура круга», В. Катаев;
- Азария — «Девятый праведник», Е. Юрандот;
- Тецудзин Аоки — «Конкурс», А. Галин;
- Мижуев — «Похождения г-на Ч.» по Н. В. Гоголю;
- Сэмуэл — «Странная миссис Сэвидж», Дж. Патрик;
- Мужчина — «Не такой, как все», А. Слаповский;
- Панталеоне — «Вешние воды», И. С. Тургенев;
- Ричард Уилли, помощник премьер-министра — «№ 13», Рэй Куни;
- Гавриил — «Вышел ангел из тумана», Пётр Гладилин;
- Кочкарев — «Женитьба», Н. В. Гоголь;
- Александр Тарасович Аметистов — «Зойкина квартира», М. Булгаков;
- Князь Нильский — «Игрок», Ф. М. Достоевский;
- Церемониймейстер — «Приключения Чиполлино» А.Бадулин, А.Чутко;
- Иван Антонович Расплюев — «Смерть Тарелкина», А. В. Сухово-Кобылин;
- Г-н Лойяль, судебный пристав — «Тартюф, или Обманщик», Ж.-Б. Мольер;
- Король — «Принцесса и свинопас», Ганс-Христиан Андерсен;
- Голутвин — «На всякого мудреца довольно простоты», А. Н. Островский;
- Билл — «Клинический случай», Рэй Куни;
- Войницкий Иван Петрович — «Дядя Ваня», А. П. Чехов;
- Вышневский Аристарх Владимирыч — «Доходное место», А. Н. Островский;
- Кушак — «Неприкаянный», Александр Вампилов.